# Östhammar (gemeente)
Östhammar is een Zweedse gemeente in Uppland. De gemeente behoort tot de provincie Uppsala län. Ze heeft een totale oppervlakte van 3508,4 km² en telde 21.738 inwoners in 2004.

## Plaatsen
- Östhammar (stad)
- Gimo
- Österbybruk
- Alunda
- Öregrund
- Hargshamn
- Dannemora
- Norrskedika
- Skoby
- Gräsö
- Film (Östhammar)
- Harg (Östhammar)
- Hökhuvud
- Forsmark
- Söderboda
- Klev
- Ekeby (Östhammar)
- Lundsvedja

De hoofdstad is Östhammar.
Älvkarleby · Enköping · Håbo · Heby · Knivsta · Östhammar · Tierp · Uppsala